# Warenkorb

Verbraucherpreisindex für Deutschland mit Gütern des Warenkorbes, von 1991 bis 2012

Der Warenkorb ist in der Wirtschaftsstatistik eine repräsentative rechnerische Zusammenstellung durchschnittlicher Güter und Dienstleistungen zur Ermittlung des Preisindexes sowie der Inflation und Deflation pro Zeitspanne und Marktgebiet. Die Preisentwicklung der enthaltenen Güter und Dienstleistungen wird dabei über einen bestimmten Zeitraum (z. B. vier Jahre) mit konstanter Gewichtung der einzelnen Positionen ermittelt.

## Allgemeines
Üblicherweise versteht man unter dem Warenkorb die Berechnungsgrundlage für die Ermittlung des Verbraucherpreisindex (VPI). Dieser berücksichtigt die anteiligen Ausgaben der privaten Haushalte für die entsprechenden Güter- und Dienstleistungskategorien. Daneben gibt es auch Warenkörbe für die Berechnung anderer Preisindizes wie etwa den Erzeugerpreisindex, den Großhandelspreisindex oder den Baupreisindex.

## Warenkorb in Deutschland
| Bestandteil                              | 1995 | 2000 | 2005 | 2010 | 2015 | 2020 |
| ---------------------------------------- | ---- | ---- | ---- | ---- | ---- | ---- |
| 01 Nahrungsmittel, alkoholfreie Getränke | 13,1 | 10,3 | 10,4 | 10,3 | 9,7  | 11,9 |
| 02 Tabakwaren, alkoholische Getränke     | 4,2  | 3,7  | 3,9  | 3,8  | 3,8  | 3,5  |
| 03 Bekleidung, Schuhe                    | 6,9  | 5,5  | 4,9  | 4,5  | 4,5  | 4,2  |
| 04 Wohnung, Wasser, Gas, Brennstoffe     | 27,5 | 30,2 | 30,8 | 31,7 | 32,5 | 25,9 |
| 05 Einrichtungsgegenstände               | 7,1  | 6,9  | 5,6  | 5,0  | 5,0  | 6,8  |
| 06 Gesundheit, Pflege                    | 3,4  | 3,5  | 4,0  | 4,4  | 4,6  | 5,5  |
| 07 Verkehr                               | 13,9 | 13,9 | 13,2 | 13,5 | 12,9 | 13,8 |
| 08 Nachrichtenübermittlung               | 2,3  | 2,5  | 3,1  | 3,0  | 2,7  | 2,3  |
| 09 Freizeit, Kultur, Unterhaltung        | 10,4 | 11,0 | 11,6 | 11,5 | 11,3 | 10,4 |
| 10 Bildungswesen                         | 0,7  | 0,7  | 0,7  | 0,9  | 0,9  | 0,9  |
| 11 Hotel, Restaurants                    | 4,1  | 4,7  | 4,4  | 4,5  | 4,7  | 4,7  |
| 12 Andere Waren und Dienstleistungen     | 6,1  | 7,0  | 7,4  | 7,0  | 7,4  | 9,9  |
| Quelle: Statistisches Bundesamt          |      |      |      |      |      |      |

In Deutschland wird der Warenkorb für den Verbraucherpreisindex vom Statistischen Bundesamt erstellt und enthält etwa 700 Güter und Dienstleistungen (Stand: 2023).
Die Datenbasis zur Ermittlung des Verbraucherpreisindex wird durch monatlich durchgeführte Erhebungen erstellt: Jeweils zur Monatsmitte führen im Auftrag der Statistischen Landesämter etwa 600 und im Auftrag des Statistischen Bundesamtes weitere 20 Mitarbeiter Preiserhebungen zu den im Warenkorb enthaltenen Gütern und Dienstleistungen durch. Die Preise werden in so genannten Berichtsstellen erfragt (z. B. Einzelhandelsgeschäfte, Dienstleistungsbüros usw.), die über das gesamte Bundesgebiet verteilt sind.
Für die Berechnung des Verbraucherpreisindex werden monatlich mehr als 300.000 Einzelpreise in Handels- und Dienstleistungsunternehmen manuell erhoben. Diese bisher übliche Preiserhebung umfasst einerseits die dezentrale Preiserhebung durch Preiserheber in Geschäften in ganz Deutschland und andererseits die zentrale Preiserhebung, welche hauptsächlich als Erhebung im Internet erfolgt. Die ergänzende Nutzung digitaler Datenquellen ermöglicht es den Statistischen Ämtern, die Zahl der monatlichen Preisbeobachtungen deutlich zu erhöhen.
Das Wägungsschema, welches die einzelnen Positionen und Preise entsprechend ihrem Anteil an den Haushaltsausgaben gewichtet, wird in Deutschland in der Regel alle fünf Jahre aktualisiert.
Ein Warenkorb zur Ermittlung des laufenden notwendigen Lebensunterhalts war in Deutschland erstmals 1955 eingeführt worden.

## Aspekte des Warenkorbmodells
Es gibt beim Warenkorbmodell diverse Probleme, die zu einer Abweichung der berechneten Teuerungsrate/Inflationsrate führen können.

### Mehr Leistung im Warenkorb
Produkte werden im Laufe der Zeit aufgrund des Technischen Fortschritts verbessert. Beispiel Auto: Einfach ausgestattete Automodelle verschwinden vom Markt. Neue Modelle haben Dinge eingebaut, die noch vor 20 Jahren den teuersten Oberklasse-Modellen vorbehalten waren: ABS, Airbag, ESP, Klimaautomatik. Insgesamt gesehen sind in weiten Lebensbereichen Teuerungen durch Entwicklung und Fortschritt zu erklären. Es wird somit eine Teuerung beobachtet, die teilweise auf einem gestiegenen Lebensstandard, gestiegenen Ansprüchen oder gestiegenen gesetzlichen Anforderungen beruht.
Es kann aber auch vorkommen, dass sich die Produktqualität im Zeitablauf verschlechtert, zum Beispiel durch einen gestiegenen Verbrauch an Wasser oder Strom bei Haushaltsgeräten oder Kraftstoff bei Pkw.
Um solche Qualitätseffekte zu berücksichtigen und die reine Preisveränderung zu ermitteln, verwenden die Statistischen Ämter sogenannte Qualitätsbereinigungsverfahren, zum Beispiel die hedonische Methode oder die Verwendung von Optionspreisen. Der Warenkorb selbst wird hierdurch nicht geändert.

### Anpassungen des Warenkorbs
Da sich die Konsumgewohnheiten im Zeitablauf ändern, ist regelmäßig eine Anpassung des Warenkorbs vorzunehmen. Diese Gewichtung muss die tatsächlichen Verbrauchsmengen der Bewohner widerspiegeln.

### Verschiedene Warenkörbe für unterschiedliche Zwecke
Für unterschiedliche Zwecke müssen verschiedene Warenkörbe definiert werden. Während für die Messung der Inflation ein möglichst repräsentativer Warenkorb gewählt wird, ist für die Analyse der Ursachen häufig sinnvoll, mit speziellen Warenkörben zu arbeiten. So wird eine Kerninflationsrate ermittelt, in dem Lebensmittel und Energiepreise aus dem Warenkorb entfernt werden.
Die Konsumgewohnheiten unterscheiden sich nach Alter, Haushaltsgröße, Region und Lebensstil. Aus diesem Grund spiegelt die mithilfe eines Warenkorbs ermittelte Änderung des Preisniveaus nicht die individuelle Ausgabensituation wider. Daher werden Warenkörbe für unterschiedliche Haushaltsgrößen ermittelt, um die Auswirkungen der Teuerung für einzelne Bevölkerungsgruppen zu messen.
Die Wahrnehmung der Teuerung durch die Bürger wird nicht durch die Preissteigerungen aller Güter gleichermaßen geprägt. Preisänderungen häufig gekaufter Güter werden von den Käufern stärker wahrgenommen. Daher entstand der Begriff gefühlte Inflation. Um diese zu messen, wird ein Warenkorb definiert, der häufig gekaufte Güter des täglichen Bedarfs (z. B. Lebensmittel) höher gewichtet.
Laut der Website der offiziellen österreichischen Statistikagentur ist die gefühlte Inflation „… das Ausmaß der Teuerung, die jeder Mensch beim täglichen/wöchentlichen Einkauf intuitiv verspürt. Weil die Preise für kurzfristige Anschaffungen in den letzten Jahren meist überdurchschnittlich gestiegen sind, entsteht das Gefühl einer wesentlich höheren Teuerung als offiziell ausgewiesen (Phänomen der gefühlten Inflation). Die Statistik Austria berechnet keinen Indikator für die gefühlte Inflation, sehr wohl aber stellt sie die Teuerungsraten eines täglichen oder wöchentlichen Einkaufs dar (siehe Mikro- und Miniwarenkorb)“.

### Vermögenswerte sind nicht enthalten
Vermögenswerte wie Aktien, Anleihen, Gold und Immobilien sind nicht im Warenkorb enthalten. Die Preise für Vermögenswerte entwickeln sich häufig drastisch anders als Verbraucherpreise, sodass das Warenkorbmodell bspw. Preisentwicklungen auf dem Immobilienmarkt nicht abbildet. Das private Flossbach von Storch Research Institute veröffentlicht seit 2014 vierteljährlich einen Vermögenspreisindex mit Teilindizes für Sachvermögen und Finanzvermögen.

## International

### Warenkorb in Österreich
| Position                                      | VPI 2020 |
| --------------------------------------------- | -------- |
| 01 Nahrungsmittel und alkoholfreie Getränke   | 11,4     |
| 02 Alkoholische Getränke und Tabak            | 3,3      |
| 03 Bekleidung und Schuhe                      | 4,3      |
| 04 Wohnung, Wasser, Energie                   | 20,0     |
| 05 Hausrat und lfd. Instandhaltung des Hauses | 6,4      |
| 06 Gesundheitspflege                          | 5,3      |
| 07 Verkehr                                    | 14,4     |
| 08 Nachrichtenübermittlung                    | 1,7      |
| 09 Freizeit und Kultur                        | 10,9     |
| 10 Erziehung und Unterricht                   | 0,9      |
| 11 Restaurants und Hotels                     | 13,0     |
| 12 Verschiedene Waren, Dienstleistungen       | 8,4      |
| Quelle: Statistik Austria                     |          |

In Österreich wird der Warenkorb für den Verbraucherpreisindex von der Statistik Austria erstellt. Von 1966 bis 1996 wurde der Warenkorb alle zehn Jahre aktualisiert (VPI 66 bis VPI 96). Aufgrund von Vorgaben von Eurostat findet die Anpassung des Warenkorbs nun alle fünf Jahre statt. Aktuell ist der VPI 2020, die nächste Aktualisierung wird im Jahr 2025 stattfinden. Der  Warenkorb setzt sich aus den in der Tabelle dargestellten Waren und Leistungen zusammen.

### Warenkorb in der Schweiz
In der Schweiz führt das Bundesamt für Statistik den Landesindex der Konsumentenpreise (LIK). Die prozentuale Zusammensetzung der im Warenkorb enthaltenen Güter wird seit 2000 jährlich durch die Einkommens- und Verbrauchserhebung (EVE) bei den einzelnen Haushaltungen nachgeführt.
Der Warenkorb enthält nicht nur Lebensmittel, sondern sämtliche Haushaltsausgaben wie Miete, Energiekosten usw.

### Warenkorb in Großbritannien
In Großbritannien wird der Warenkorb (englisch consumer price basket) für den Consumer price index (CPI) ebenfalls auf Grundlage eines repräsentativen Warenkorbes errechnet.

## Warenkorb im Online-Handel
Warenkorb ist im Online-Handel die Bezeichnung für eine virtuelle Zwischenablage, die die bisher vorgesehenen Wareneinkäufe sammelt, bevor die Bestellung und Zahlung erfolgt. Mit der Produktplatzierung in den Warenkorb erfolgt der Übergang in die Kaufphase, die mit der Betätigung eines Bestell-Buttons startet. Der Warenkorb sollte mehrere Artikel aufnehmen, löschen und zurücklegen (Reservierung) können; zudem wird erwartet, dass der Warenkorb den Kaufpreis, die Mehrwertsteuer, die Versandkosten sowie mögliche Zahlungsarten enthält.